# Мартус
Мартус — деревня в Вышневолоцком городском округе Тверской области.

## География
Находится в центральной части Тверской области на расстоянии приблизительно 20 км по прямой на север от вокзала железнодорожной станции Вышний Волочёк на правом берегу реки Мста.

## История
В 1859 году здесь (деревня Вышневолоцкого уезда) было учтено 4 двора. До 2019 года входила в состав ныне упразднённого Садового сельского поселения Вышневолоцкого муниципального района. Ныне имеет дачный характер.

## Население
Численность населения составляла 31 человек (1859 год), 0 как в 2002 году, так и в 2010.